# Vật lý atto giây
Vật lý atto giây, còn gọi là vật lý atto, hay nói tổng quát hơn là khoa học atto giây, là một nhánh vật lý có liên quan đến hiện tượng tương tác vật chất-ánh sáng, trong đó các xung photon atto giây (10−18) được dùng để giải các khúc mắc trong những quá trình động học của vật chất với độ phân giải thời gian, tinh vi chưa bao giờ thấy.
Một trong những mục tiêu chính của khoa học atto giây là nâng cao sự hiểu biết sâu sắc hơn về động lực học lượng tử của các electron trong nguyên tử, phân tử, và chất rắn mà thách thức lâu dài vẫn là làm sao đạt được sự điều khiển thời gian thực của các chuyển động electron trong vật chất.
Hiện nay trên thế giới, kỷ lục cho xung ánh sáng ngắn nhất tạo ra bởi công nghệ loài người là 43 as.
Năm 2023, Anne L'Huillier, Paul Corkum, Ferenc Krausz đã được trao giải Wolf về vật lý vì những đóng góp tiên phong của họ cho ngành khoa học laser cực nhanh và vật lý atto giây. Tiếp theo là Giải Nobel Vật lý năm 2023, trong đó L'Huillier, Krausz và Pierre Agostini được khen thưởng "vì các phương pháp thí nghiệm đã tạo ra xung ánh sáng atto giây phục vụ cho cuộc nghiên cứu động lực học điện tử trong vật chất".